# جیووانی بوگیان
جیووانی بوگیان (انگلیسی: Giovanni Boggian؛ زادهٔ ۲۴ ژوئیهٔ ۱۹۹۶) بازیکن فوتبال است.
از باشگاه‌هایی که در آن بازی کرده‌است می‌توان به باشگاه فوتبال پیستویزه اشاره کرد.